# Комаров (лунный кратер)
Кратер Комаров (лат. Komarov) — большой древний ударный кратер на юго-восточном побережье Моря Москвы на обратной стороне Луны. Название присвоено в честь советского лётчика-космонавта Владимира Михайловича Комарова (1927—1967) и утверждено Международным астрономическим союзом в 1970 г. Образование кратера относится к нектарскому периоду .

## Описание кратера

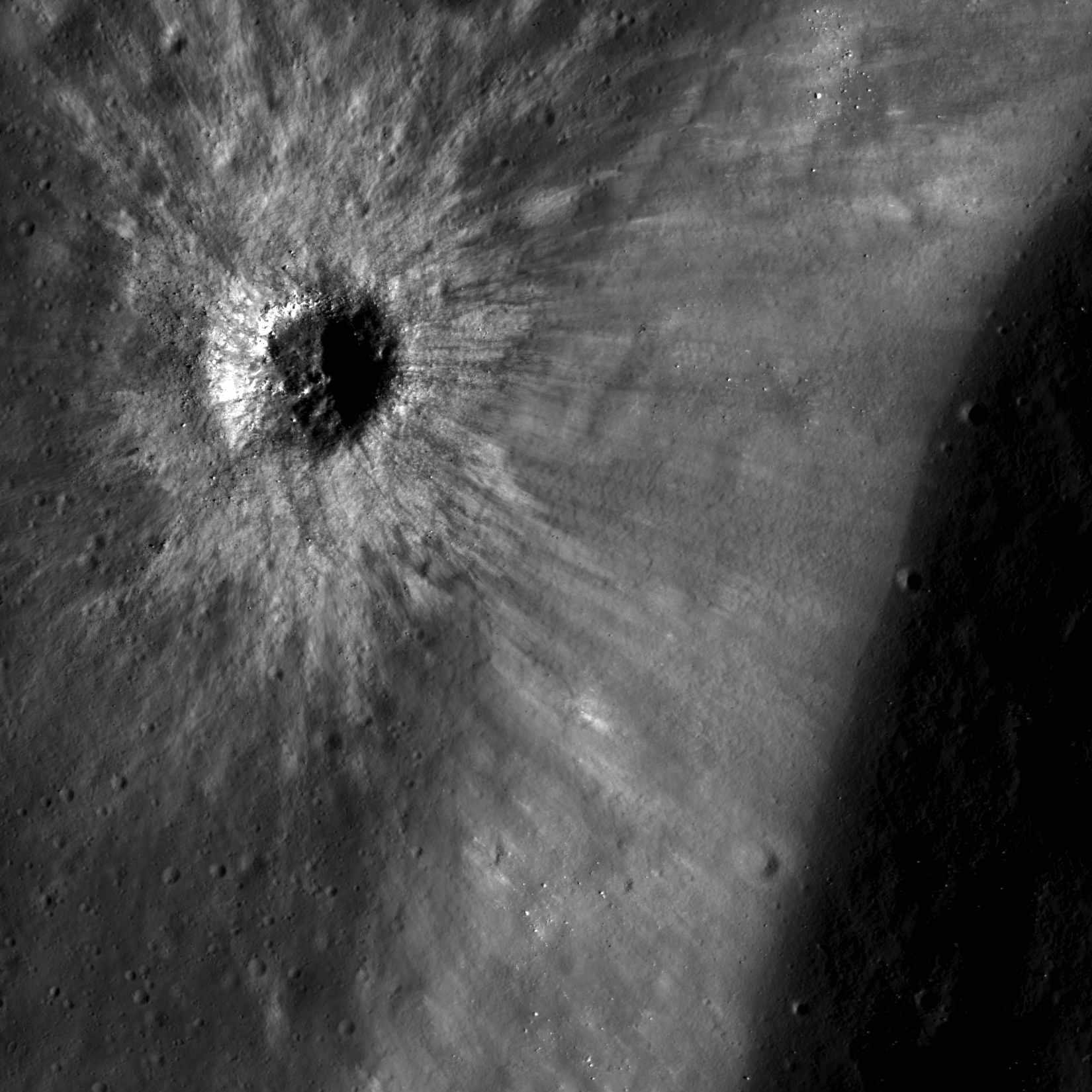
Свежий кратер на склоне вала кратера Комаров. Снимок зонда Lunar Reconnaissance Orbiter. Ширина снимка около 2,5 км.

Ближайшими соседями кратера Комаров являются кратер Терешкова на северо-западе; кратер Титов на севере; кратер Тихомиров на востоке; кратер Константинов на юго-востоке; кратер Нагаока на юге-юго-востоке; кратер Леонов на юге-юго-западе и кратер Беляев на западе-юго-западе. На северо-западе от кратера Комаров находится Море Москвы. Селенографические координаты центра кратера 24°35′ с. ш. 152°15′ в. д. / 24,59° с. ш. 152,25° в. д., диаметр 80,4 км, глубина 2,8 км.
Кратер Комаров имеет сложную форму с большим выступом в северной части придающим ему форму груши, образованным вероятно кратером существовавшим до появления кратера Комаров. Вал сглажен, южная часть вала практически полностью разрушена, по восточной части вала тянется расщелина. Северо-западная часть вала имеет массивный внешний откос спускающийся к Морю Москвы. Высота вала над окружающей местностью достигает 1340 м, объем кратера составляет приблизительно 5600 км³. Дно чаши переформировано потоками лавы, которые полностью затопили западную треть чаши. Поверхность дна чаши покрыта бороздами, тянущимися в основном в направлении север-юг, образовавшимися при застывании лавы. Последующее опускание поверхности привело к появлению грабенов.

## Сателлитные кратеры
Отсутствуют.

## См.также
- Список кратеров на Луне
- Лунный кратер
- Морфологический каталог кратеров Луны
- Планетная номенклатура
- Селенография
- Минералогия Луны
- Геология Луны
- Поздняя тяжёлая бомбардировка